# Brunszwicki
Brunszwicki (Brunświcki, Braunschweigk) – polski herb szlachecki z indygenatu.

## Opis herbu
Opis zgodnie z klasycznymi regułami blazonowania:
Na tarczy dzielonej w pas, w polu pierwszym, czerwonym, lew kroczący, patrzący wprost, srebrny.
W polu drugim, srebrnym, trzy gwiazdy złote dwie nad jedną.
Klejnot: Trzy pióra strusie; srebrne, czerwone i złote.
Labry z lewej czerwone, podbite srebrem, z lewej czerwone, podbite złotem.

## Najwcześniejsze wzmianki
Zatwierdzony indygenatem 1 lipca 1570 roku dla Szymona Brunszwickiego, podskarbiego ziem pruskich i jego braci – Jerzego i Dawida.

## Herbowni
Brunszwicki - Braunschweigk.